# 大卫·J·金
大卫·J·金（英語：David Jhoon Kim，1979年3月6日—），美国企业家及政治人物，2018年美国国会众议员选举佐治亚州第7选区民主党籍候选人之一。

## 生平
大卫·金生于美国马里兰州路德维尔的一个韩裔移民家庭，高中毕业后进入哈佛大学攻读经济学，在校期间曾辅导本地学生课业，因此开始对教育产业产生浓厚的兴趣，还有了创办教育培训机构的灵感。2000年，从哈佛大学毕业后，金将此想法付诸实践，创立了C2教育，并担任首席执行官，在接下来的几年里发展壮大，成为了在全美拥有共110个中心的教育机构。此外，金还曾担任杂志《少年笔墨》的出版者、华盛顿少年基金会董事会成员、蒙哥马利县青少年委员会理事等职。目前，金与其妻子和三个孩子居住在佐治亚州杜鲁斯市。

## 2018年国会选举
2017年6月7日，金宣布参与2018年美国国会众议院佐治亚州第7国会选区的选举，他作为民主党的六位候选人之一参与了2018年5月22日的党内初选，金获得了8,205票，占总票数的25.9%，位列第二。由于没有一位候选人获得50%以上的选票，故无人在党内初选中直接胜出。按照规则，金将与位列第一的卡罗琳·布尔多在2018年7月24日进行第二轮选举来决定由谁来代表民主党参选该区国会众议员。
| 2018年美国国会众议员选举佐治亚州第7选区民主党初选 |                                    |       |        |                |
| 排名                                              | 候選人                             | 票數  | 得票率 | 結果           |
| 1                                                 | 卡罗琳·布尔多（Carolyn Bourdeaux） | 8,640 | 27.3%  | 晋级第二轮初选 |
| 2                                                 | 大卫·金                            | 8,205 | 25.9%  | 晋级第二轮初选 |
| 3                                                 | 伊森·范（Ethan Pham）              | 5,635 | 17.8%  |                |
| 4                                                 | 玛丽萨·戴维斯 (Melissa Davis)      | 4,320 | 13.7%  |                |
| 5                                                 | 凯瑟琳·亚伦（Kathleen Allen）      | 3,489 | 11.0%  |                |
| 6                                                 | 史蒂夫·莱利（Steve Reily）         | 1,334 | 4.2%   |                |